# Illusion Engine
Illusion Engine (англ. «illusion» — англ. «иллюзия») — игровой движок, разработанный компанией 2K Czech для внутреннего использования. Был впервые применен в собственной игре компании — Mafia II, вышедшей в 2010 году.

## История разработки
Название технологии, Illusion Engine, вероятно является отсылкой к Illusion Softworks — первому названию чешской компании 2K Czech, под которым была выпущена компьютерная игра Mafia: The City of Lost Heaven 2002 года, предшественница Mafia II. Illusion Engine является наследником движка LS3D engine, разработанного специально для первой части Mafia и позднее примененного в нескольких играх различных жанров, в числе которых аркадный авиационный симулятор Wings of War и стелс-экшн Chameleon компании Silver Wish Games, являвшейся тогда дочерней фирмой Illusion Softworks. Возможно, некоторые части исходного кода движка LS3D перешли в Illusion Engine.
Первой игрой на движке Illusion стала компьютерная игра Mafia II, которая вышла 24 августа 2010 года. Данная игра, выпущенная на таких платформах, как персональный компьютер, Xbox 360 и PlayStation 3, получила преимущественно положительные оценки от специализированных изданий; во многих рецензиях упоминался высокий уровень графики. Позднее для второй «Мафии» также вышло несколько дополнений, предлагающих альтернативный взгляд на сюжет оригинальной игры, и представляющих, таким образом, «новые главы», дополняющие историю, но не продолжающие её. В 2020 году оригинальная Mafia II была переиздана как Mafia II: Definitive Edition с некоторыми улучшениями технической составляющей.
Игровой движок Mafia III 2016 года, разработанной уже другой студией — Hangar 13, при участии 2K Czech, является модифицированным Illusion Engine из Mafia II.
Дальнейшее развитие Illusion Engine получил в Mafia: Definitive Edition, полном ремейке Mafia 1 2020 года, где над технической частью работали также и программисты, принимавшие участие в работе над Mafia II, уже как часть компании Hangar 13.

## Технические характеристики

Скриншот из Mafia 2, показывающий зимний вид города и автомобили 1940-х годов.

Технические характеристики соответствуют версии движка из Mafia II
Игровой движок Illusion Engine создавался специально для игры Mafia II, с расчетом на применение на игровых консолях седьмого поколения, а также на персональном компьютере, и является подпрограммным обеспечением (англ. middleware), связывающим несколько компонентов — графический движок, физический движок, звуковой движок и т. д. Illusion Engine специально оптимизирован для корректной работы на многоядерных процессорах.
Для вывода изображения (рендеринга) применяются API DirectX 9 и DirectX 10 (одно время рядом сайтов была распространена новость о том, что движок работает только в режиме DX10, однако это утверждение является неверным).
Поддерживается обработка открытых (англ. outdoor) локаций большого размера, при этом подгрузка секций, на которые поделена такая локация, осуществляется в фоновом режиме, что позволяет добиться эффекта «бесшовности» локации и сократить к минимуму количество видимых игроком загрузок игры (основная загрузка осуществляется только при начале игры).
Графический движок поддерживает множество эффектов пост-обработки, например: blur (размытие, расфокусировка изображения), motion blur (смазывание изображения по краям), sun glare (солнечное сияние), lens flare (отражение солнечных бликов на виртуальной камере), heat haze (эффект горячего воздуха, используется при визуализации выстрелов из огнестрельного оружия), глубина резкости (используется в роликах для создания кинематографического эффекта), объёмные лучи (рассеивание света), HDR. Активно применяются методы цветокоррекции. Вода, обрабатывающаяся при помощи шейдеров, отражает окружающий мир.
Многие эффекты часто используются для придания особой стилистической направленности различным эпизодам игры: например, на зимних уровнях, при помощи рельефного текстурирования и блеска показана неровность дорожного покрытия, покрытого льдом и снегом; отбрасываются типичные для этого времени года длинные тени, а цветовой фильтр позволяет достичь более контрастного и холодного цвета изображения. Летом изображение становится более ярким и сочным. Состояние алкогольного опьянения показано утраченной фокусировкой и перенасыщенными цветами.
Полностью поддерживаются динамические мягкие тени, на которые влияют источники освещения, в том числе и положение основного источника освещения — «солнца». Реализовано самозатенение объектов.
В качестве физического движка интегрирован PhysX компании nVidia. Широко используются возможности системы частиц; присутствует разрушаемость окружения, поддающаяся воздействию физики (особенно активно данная особенность применяется в нескольких эпизодах игры, например, в эпизоде, где герои расстреливают деревянную постройку, при этом то, как она распадается, вычисляется в реальном времени); реализована функция, имитирующая «взрывную волну», способную поднять на воздух объекты без применения скриптов (например, взрыв автомобиля может снести с ног прохожих); имитируется воздействие физических условий на одежду (так, плащ главного героя, или юбка проходящей по улице девушки, может развеваться на ветру, не проходя «сквозь» модель персонажа) — имитация поведения тканей активно используется в PC-версии игры, в то время как на консолях она применяется лишь к главным героям
Лицевая анимация обрабатывается при помощи стороннего компонента FaceFX компании OC3 Entertainment. Искусственный интеллект базируется на библиотеке Kynapse, которая принадлежит компании Autodesk
Поддерживается технология nVidia 3D Vision для вывода стереоскопического изображения. Также движок использует аудиобиблиотеку FMOD и видеобиблиотеку Bink.

## Игры, использующие Illusion Engine
| Год       | Название                  | Платформы                                                        | Разработчик(и)                                                                                   |
| --------- | ------------------------- | ---------------------------------------------------------------- | ------------------------------------------------------------------------------------------------ |
| 2010 2020 | Mafia II                  | Windows, macOS, Xbox 360, PlayStation 3, Xbox One, PlayStation 4 | Оригинальная версия: 2K Czech Director’s Cut: Feral Interactive Definitive Edition Hangar 13 d3t |
| 2016 2020 | Mafia III                 | Windows, macOS, Xbox One, PlayStation 4                          | Оригинальная версия: Hangar 13 2K Czech Definitive Edition: Red Kite Games                       |
| 2020      | Mafia: Definitive Edition | Windows, macOS, Xbox One, PlayStation 4                          | Hangar 13                                                                                        |